# Incidenti ferroviari in Italia

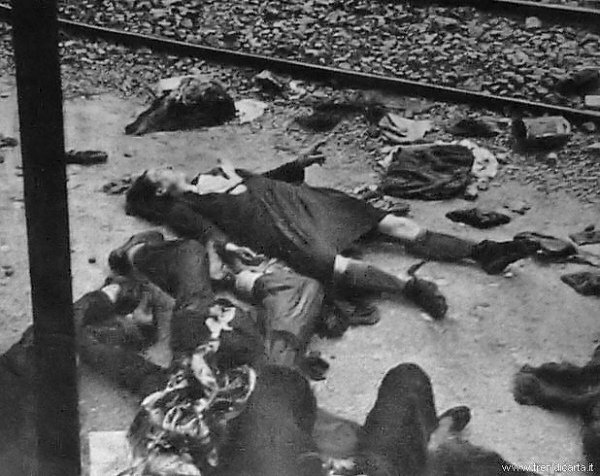
Vittime del disastro di Balvano (1944), il più grave incidente ferroviario italiano per numero di morti

Incidenti ferroviari in Italia accaduti nella storia delle ferrovie italiane. L'elenco ivi riportato non è completo.

## Definizione di incidente ferroviario

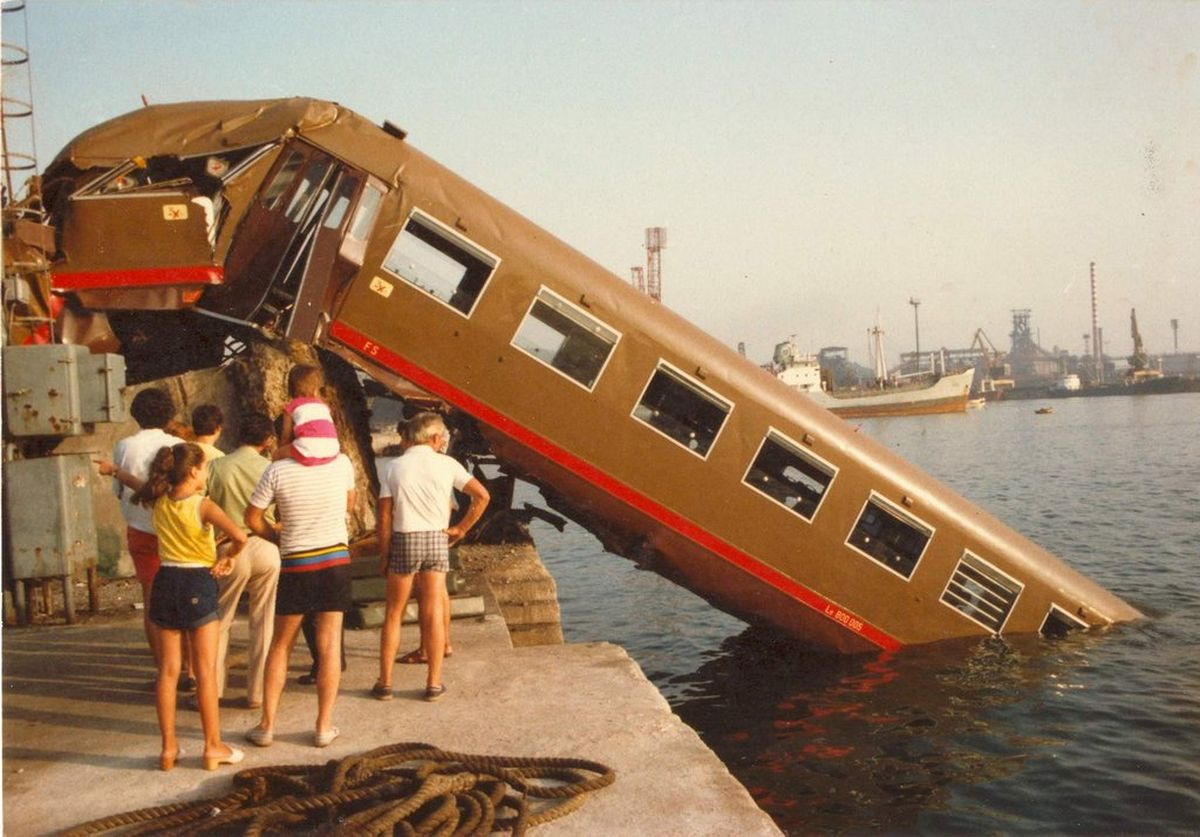
Incidente ferroviario al porto di Piombino del 31 luglio 1983

Secondo la definizione del legislatore italiano, contenuta nell'articolo 3, comma 1, lettera m) del decreto legislativo n. 50/2019, che attua la Direttiva UE 2016/798 sulla sicurezza delle ferrovie, nell'applicare il medesimo decreto per incidente si intende "un evento improvviso indesiderato o non intenzionale oppure una specifica catena di siffatti eventi, avente conseguenze dannose"; gli incidenti, sempre secondo la lettera m), si dividono nelle seguenti categorie:
- collisioni
- deragliamenti
- incidenti ai passaggi a livello
- incidenti a persone in cui è coinvolto materiale rotabile in movimento
- incendi
- altro

Vi sono poi gli incidenti gravi, che secondo la lettera n) del decreto sono "qualsiasi collisione ferroviaria o deragliamento di treni che causa la morte di almeno una persona oppure il ferimento grave di cinque o più persone oppure seri danni al materiale rotabile, all'infrastruttura o all'ambiente, nonché qualsiasi altro incidente con le stesse conseguenze avente un evidente impatto sulla regolamentazione della sicurezza ferroviaria o sulla gestione della stessa; per «seri danni» si intendono i danni il cui costo totale può essere stimato immediatamente dall'organismo investigativo in almeno 2 milioni di euro"
Si noti che sono esclusi dagli incidenti sopra definiti i suicidi; tali circostanze possono invece essere identificate come inconvenienti, che la lettera o) definisce come "qualsiasi evento diverso da un incidente o da un incidente grave, avente un'incidenza sulla sicurezza dell'esercizio ferroviario".

Nell'ambito degli indicatori comuni di sicurezza (Common safety indicators - CSI) che devono essere comunicati ogni anno dall'ANSFISA (Appendice all'Allegato I al D.Lgs. n. 50/2019), viene invece identificato come incidente significativo "qualsiasi incidente che coinvolge almeno un veicolo ferroviario in movimento e causa almeno un decesso o un ferito grave, oppure danni significativi a materiale, binari, altri impianti o all'ambiente, oppure un'interruzione prolungata del traffico, esclusi gli incidenti nelle officine, nei magazzini e nei depositi"
In base alla definizione dell'Union internationale des chemins de fer (UIC) bisogna escludere dalle statistiche degli incidenti ferroviari quelli che coinvolgono suicidi (anche tentati) e morti criminali o naturali.

## Indagini successive all'incidente
A seguito di incidenti ferroviari gravi è obbligatoria l'apertura di un'indagine investigativa da parte della Direzione Generale per le Investigazioni Ferroviarie e Marittime (DIGIFEMA) alle dipendenze del Ministero delle infrastrutture e dei trasporti, al fine di fornire eventuali raccomandazioni finalizzate al miglioramento della sicurezza ferroviaria e alla prevenzione di incidenti. La relazione conclusiva deve essere trasmessa all'Agenzia Nazionale per la Sicurezza delle Ferrovie e all'Agenzia ferroviaria europea. I report vengono poi archiviati e resi disponibili a chiunque nella banca dati ERAIL (European Railways Accident Information Link - Collegamenti alle informazioni sugli incidenti ferroviari europei).

## Statistiche
L'Agenzia Nazionale per la Sicurezza delle Ferrovie e l'ISTAT svolgono rilevazioni statistiche sugli incidenti ferroviari in Italia. Le statistiche prodotte distinguono tali eventi secondo alcune categorie definite: collisioni, deragliamenti, incidenti a passaggi a livello, incidenti a persone causati da rotabili in movimento, incendi al materiale rotabile e altri.
Nel periodo 2004-2007 si verificarono in Italia in media 149 incidenti per anno con una punta massima di 166 nel 2006; di questi solo 16 collisioni e deragliamenti in media per anno
Dal 2008 al 2014 si verificarono in media circa 120 incidenti gravi, con una somma media complessiva annua di 70 morti e 47 feriti gravi. Le collisioni e i deragliamento risultarono in media poco più di 13 per anno. Il confronto tra i due periodi 2004-2007 e 2008-2014 evidenzia una consistente diminuzione degli eventi e la predominanza degli eventi luttuosi sulle categorie "passaggi a livello" e "investimenti di persone per cause varie".
Gli incidenti gravi più frequenti risultano essere quelli causati da materiale rotabile in movimento e quelli che avvengono in corrispondenza dei passaggi a livello: in tali incidenti le vittime sono in genere costituite da persone estranee alla circolazione ferroviaria. Viceversa le persone a bordo del treno (passeggeri e personale dipendente delle ferrovie) costituiscono una piccola percentuale delle vittime annuali.

## Elenco degli incidenti ferroviari più gravi in Italia
Nell'elenco che segue sono riportati gli incidenti ferroviari più gravi avvenuti in Italia secondo la definizione normativa, derivanti da collisione o deragliamento, con almeno un morto o cinque feriti gravi (ricoverati in ospedale per più di 24 ore).
Nell'elenco non sono inclusi gli atti intenzionali, quali attentati o suicidi, in quanto tali eventi sono espressamente esclusi dalla definizione di incidente ferroviario (evento improvviso indesiderato e non intenzionale).
Nell'elenco degli incidenti più gravi non sono inseriti gli incidenti ai passaggi a livello, in quanto trattasi della tipologia più frequente.
| Incidente                                                  | Giorno e mese   | Anno | Luogo                                                                     | Morti       | Feriti         | Causa e fonti |
| ---------------------------------------------------------- | --------------- | ---- | ------------------------------------------------------------------------- | ----------- | -------------- | --- |
| Incidente ferroviario di Orte                              | 12 agosto       | 1873 | Orte (VT)                                                                 | 2           | 40             | Il treno investe tre bovini incustoditi che si trovavano sui binari. |
| Incidente ferroviario di Vadino                            | 10 novembre     | 1886 | Albenga (SV)                                                              | 2           | 0              | A seguito del crollo del ponte Vadino sul Rio Avarenna in piena, un treno merci raccoglitore precipita uccidendo il macchinista e il fuochista. |
| Incidente ferroviario di Pianerottolo d'Ariano             | 29-30 settembre | 1889 | Galleria di valico presso la Stazione di Pianerottolo d'Ariano (AV)       | almeno 2    | almeno 7       | Scontro frontale tra due treni (uno dei quali carico di bestiame) all'interno del traforo. |
| Incidente ferroviario di Rapallo                           | 20 novembre     | 1889 | Stazione di Rapallo                                                       | 1           | 16             | Il treno viaggiatori 153 Genova-Pisa investe il treno merci 1212 fermo in stazione, a causa di errato instradamento. |
| Incidente ferroviario di Vignale                           | 6 ottobre       | 1890 | tra Vignale e Bellinzago (Novara)                                         | 1           | 15             | Un treno viaggiatori diretto in Svizzera viene fatto partire per errore dalla stazione di Novara e si scontra con un treno merci in senso inverso. |
| Incidente ferroviario di San Severo (1890)                 | 7 ottobre       | 1890 | Stazione di San Severo                                                    | 1           | 17             | Il treno merci n. 2600, attardatosi a rifornirsi d'acqua venne tamponato dal treno direttissimo n. 68 uccidendo il frenatore di coda. |
| Incidente ferroviario della galleria "Fener" (Barchet I)   | 10 agosto       | 1893 | Tra Alano-Fener e Quero-Vas (BL)                                          | 2           | 3              | Il treno passeggeri 624, trainato dalla locomotiva 3033, nei pressi dell'imbocco sud della galleria Barchet I (denominata "Fener" nelle cronache, al km 40 della linea Treviso-Belluno), svia. La macchina ed il bagagliaio precipitano per 12 metri nel sottostante greto del Piave, mentre il resto del convoglio rimane miracolosamente sul binario. Macchinista e fuochista rimangono uccisi. |
| Disastro ferroviario di Limito                             | 28 novembre     | 1893 | Limito, Pioltello (MI)                                                    | 40          | 22             | A seguito di collisione frontale tra un treno passeggeri e un merci, causa la fitta nebbia, alcuni vagoni si rovesciano e si incendiano per la rottura dell'impianto di illuminazione e riscaldamento a gas delle vetture. |
| Incidente ferroviario di Scorcetoli                        | 19 luglio       | 1895 | Stazione di Scorcetoli (MS)                                               | 1           | 1              | svio di un treno merci prima del ponte sul torrente Caprio per cedimento della sede ferroviaria. |
| Incidente ferroviario dei Giovi                            | 11 agosto       | 1898 | Galleria dei Giovi presso la Stazione di Piano Orizzontale dei Giovi (GE) | 13          | oltre 100      | Arresto di un treno merci in galleria causato dall'asfissia da fumo del personale di macchina e dei frenatori. Slittamento incontrollato del treno, che entra in collisione con un treno viaggiatori fermo in stazione. |
| Incidente ferroviario di Castel Giubileo                   | 12 agosto       | 1900 | Castel Giubileo (Roma)                                                    | 20          | 100            | Per un guasto ai freni un treno passeggeri su cui viaggiavano le delegazioni reali di ritorno dai funerali di re Umberto I e dall'incoronazione di Vittorio Emanuele III si ferma sulla linea per Firenze e viene tamponato. Il neo re d'Italia giunge da Roma per soccorrere i feriti, mentre lo zio Pietro di Russia interviene a spegnere la caldaia della locomotiva a vapore per non farla esplodere. |
| Incidente ferroviario di Beano                             | 27 agosto       | 1903 | Beano di Codroipo (UD)                                                    | 13          | 66             | Scontro frontale tra un treno merci e una tradotta militare. |
| Incidente ferroviario di Baldichieri                       | 3 giugno        | 1906 | Stazione di Baldichieri-Tigliole                                          | 2           | 2              | Diciassette carri merci staccatisi accidentalmente dal treno in manovra nella stazione di Villafranca d'Asti presa velocità in discesa colpiscono un treno merci in partenza da Baldichieri. |
| Incidente ferroviario dell'Acquabella                      | 20 gennaio      | 1908 | Milano                                                                    | 7           | 23             | Due treni passeggeri investono un primo treno fermo al bivio dell'Acquabella, nei pressi della Stazione Centrale di Milano. |
| Incidente ferroviario di Roccapietra                       | 8 giugno        | 1908 | Roccapietra (VC)                                                          | 5           | 98             | Treno merci tampona un convoglio passeggeri. |
| Incidente ferroviario di Foggia del 1910                   | 6 gennaio       | 1910 | Tra la Stazione di Foggia e quella di Incoronata                          | 5           | 15             | Il treno diretto 51 si scontra con il treno merci facoltativo 9710. |
| Incidente ferroviario di Bressana Bottarone                | 8 novembre      | 1910 | Tra le stazioni di Lungavilla e di Bressana                               | 1           | decine         | Un treno direttissimo Milano-Genova investe un treno merci. |
| Incidente ferroviario di Riola                             | 3 settembre     | 1912 | Stazione di Riola                                                         | 3           | 14             | Il treno diretto n. 24 proveniente da Firenze investe il treno merci con alcuni carri deragliati durante la manovra sugli scambi di uscita della stazione di Riola. |
| Incidente ferroviario di Guardia Mangano                   | 15 dicembre     | 1912 | Stazione di Guardia-Mangano-Santa Venerina (CT)                           | 15          | 30             | Treno diretto 116 si scontra con il merci 913 in sosta sul terzo binario della stazione. |
| Incidente ferroviario di Ceccano                           | 29 novembre     | 1913 | Stazione di Ceccano                                                       | 9           | 24             | Il treno direttissimo n. 111 si scontra con un treno merci fermo in stazione a causa di errore nell'instradamento. |
| Incidente ferroviario di Riardo                            | 5 dicembre      | 1914 | Stazione di Riardo-Pietramelara                                           | 6           | 50             | Il treno merci 7179 tampona il treno accelerato 1809 fermo nella stazione. |
| Disastro ferroviario di San Lazzaro di Savena              | 28 dicembre     | 1915 | Stazione di San Lazzaro di Savena                                         | 20          | oltre 80       | Un treno merci fermo all'ingresso della stazione viene tamponato da un treno passeggeri carico di soldati e civili. |
| Incidente ferroviario di Cortona (AR)                      | 26 febbraio     | 1916 | Stazione di Camucia Cortona                                               | 23          | almeno 20      | Una tradotta militare che riportava a casa soldati delle trincee in licenza, perlopiù meridionali, deragliò a causa di una spranga di ferro persa dal treno precedente che piegò un apparato dello scambio. Una volta imboccato questo scambio il treno uscì. |
| Incidente ferroviario di Pedaso                            | 4 marzo         | 1916 | Stazione di Pedaso                                                        | 11          | 30             | Il treno accelerato 1843 si scontra con una tradotta militare in corso di manovra nella stazione. |
| Incidente ferroviario di Arquata Scrivia                   | 7 agosto        | 1917 | Arquata Scrivia (AL)                                                      | 36          | 60             | Velocità eccessiva. |
| Incidente ferroviario di Ponte di Muro                     | 26 marzo        | 1920 | Dogna (UD)                                                                | 12          | 0              | Due vagoni in fuga dalla stazione di Pontebba si scontrano a gran velocità con il diretto internazionale Udine–Vienna. |
| Incidente ferroviario di Reana del Rojale                  | 7 agosto        | 1920 | Reana del Rojale (UD)                                                     | 9           | 20             | Il diretto internazionale Udine–Vienna, imboccato il binario deviato presso la stazione di Reana del Rojale, deraglia a causa della gran velocità. |
| Incidente ferroviario del ponte sulla Laguna di Venezia    | 8 ottobre       | 1920 | Venezia                                                                   | 25          | oltre 30       | Il treno direttissimo 619 tampona il treno diretto 184 fermo per avaria ai freni di alcune vetture. |
| Incidente ferroviario della Magliana                       | 27 agosto       | 1921 | Magliana (Roma)                                                           | 23          | 85             | Il treno passeggeri 4681 viene speronato sullo scambio dal treno merci 6715 in manovra che ha occupato indebitamente l'itinerario. Le 8 carrozze centrali vengono rovesciate nella scarpata. |
| Incidente ferroviario del Lingotto                         | 19 giugno       | 1922 | Lingotto (Torino)                                                         | 2           | 15             | Il treno direttissimo n. 9 fermo in linea viene tamponato dal treno omnibus per Cuneo. |
| Incidente ferroviario di Bordighera                        | 24 febbraio     | 1923 | Bordighera (IM)                                                           | 1           | 0              | [ 18 ] |
| Incidente ferroviario di Saronno                           | 17 luglio       | 1924 | Saronno                                                                   | 3           | 80             | Deragliamento del treno viaggiatori n. 222, Novara-Saronno. |
| Incidente ferroviario di Bressana                          | 17 ottobre      | 1925 | Bressana Bottarone (PV)                                                   | 12          | 25             | Un treno merci tampona un accelerato nella stazione di Bressana. |
| Incidente ferroviario di Triggiano                         | 30 ottobre      | 1927 | Triggiano (BA)                                                            | 9           | 200            | Tamponamento di altro convoglio fermo presso la stazione ferroviaria. |
| Incidente ferroviario di Carpinone                         | 18 settembre    | 1928 | Carpinone                                                                 | 9           | 2              | Scontro fra un carro ferroviario carico di cemento e un treno di servizio che trasportava operai addetti alla manutenzione della linea ferroviaria Sulmona-Isernia. |
| Incidente ferroviario di Sasso Bolognese                   | 3 luglio        | 1930 | Stazione di Sasso                                                         | 15          | 40             | Scontro sul primo binario della stazione con treno merci fermo per errato instradamento del treno diretto n. 39. |
| Incidente ferroviario di Fermo                             | 26 novembre     | 1930 | pressi di Torre dei venti a Fermo (FM)                                    | 8           | 11             | Deragliamento del locomotore 21 in via Roma, sfondamento di un muretto e successiva caduta per una decina di metri nella sottostante via Santa Croce. |
| Incidente ferroviario di Solopaca                          | 20 luglio       | 1933 | Ferrovia Napoli-Foggia                                                    | 8           | 30             | Il treno diretto proveniente da Napoli venne fatto proseguire, nonostante avesse un incrocio nella Stazione di Solopaca, per errore del capostazione e si scontrò in linea con il treno accelerato proveniente da Foggia. Morirono 5 ferrovieri e 3 impiegati postali; rimasero ferite circa 30 persone tra i passeggeri di cui 4 gravi. |
| Incidente ferroviario di Piombino                          | 18 febbraio     | 1934 | Ferrovia Campiglia Marittima-Piombino                                     | 16          | 11             | Un'automotrice partita indebitamente senza attendere l'arrivo del treno incrociante si scontra con questo in piena linea e si incendia. |
| Incidente ferroviario di Terno d'Isola                     | 26 settembre    | 1934 | Ferrovia Seregno-Bergamo                                                  | 9           | 8              | Scontro Bus - Treno.. |
| Incidente ferroviario della Bufola                         | 10 giugno       | 1936 | Località Bufola (Napoli)                                                  | 6           | 40             | Tre carrozze di un treno della ferrovia Napoli-Nola-Baiano giunto all'altezza del bivio di immissione nella linea Circumvesuviana deragliarono rovesciandosi. |
| Incidente ferroviario di Contigliano                       | 3 ottobre       | 1936 | Contigliano (RI)                                                          | almeno 15   | 69             | Una littorina e un'automotrice postale che marciavano in direzione opposta si scontrano sul binario unico. Tra le vittime, i calciatori dell'A.S. L'Aquila. |
| Incidente ferroviario del torrente Torre - Remanzacco (UD) | 22 novembre     | 1938 | Ferrovia Udine-Cividale                                                   | 22          | una ventina    | A causa delle intense piogge e del peso del convoglio, il ponte sul torrente Torre tra Udine e Remanzacco cedeva mentre il treno transitava per poi precipitare nel torrente sottostante. Vi è almeno 1 disperso. |
| Incidente ferroviario di Domodossola                       | 11 agosto       | 1939 | Domodossola                                                               | 6           | 13 (gravi)     | Un treno misto proveniente da Iselle, a causa della rottura dei freni entrò a forte velocità nella stazione di Domodossola e deragliò investendo una locomotiva di manovra; il materiale trainato si sfasciò in buona parte nell'urto. |
| Incidente ferroviario di Torre Annunziata                  | 30 dicembre     | 1939 | Stazione di Torre Annunziata Centrale                                     | 36          | 100            | Alle ore 8:00 il treno 88 proveniente dalla Calabria non rispetta il via impedita e travolge il treno locale 4030 in movimento |
| Incidente ferroviario di Cisterna                          | 31 dicembre     | 1940 | Stazione di Cisterna di Latina                                            | 2           | 24             | Alle ore 7:00 del 31 dicembre il treno diretto n. 82 proveniente dalla Calabria e diretto a Roma tampona il treno straordinario n. 3728 in manovra nella stazione sfasciando la carrozza di coda; non ha rispettato il segnale di protezione posto a via impedita. 2 morti e 24 feriti, 4 gravi. |
| Incidente ferroviario di Como Val Mulini                   | 20 luglio       | 1941 | Como - Località Val Mulini                                                | 40          | 150            | All'1:19 il treno passeggeri 3588 trainato da una E428 semiaerodinamica proveniente da Milano si scontra in discesa a 80 km/h con il contrappeso di una gru che giaceva sul binario staccatosi poco prima dal convoglio merci 5571 proveniente dalla stazione di Como San Giovanni. |
| Incidente ferroviario di Alessandria                       | 22 ottobre      | 1941 | pressi del ponte sulla Bormida (AL)                                       | 2           | 11             | Treno viaggiatori 1039 tampona treno merci 5739 fermo al segnale. |
| Incidente ferroviario di Nocera Inferiore                  | 27 novembre     | 1942 | Stazione di Nocera Inferiore (SA)                                         | 28          | diversi feriti | Scontro tra un treno merci e una tradotta militare. |
| Incidente Ferroviario Ferrovia Roma-Nord                   | 15 novembre     | 1943 | Tratto Rignano Flaminio-Sant'Oreste                                       | 120 (circa) | circa 200      | Scontro frontale tra due treni passeggeri, uno proveniente da Rignano Flaminio diretto a Viterbo e un altro proveniente dalla stazione di Sant'Oreste e diretto a Roma. Lo scontro è avvenuto nei pressi del cimitero di Rignano Flaminio. |
| Disastro di Balvano                                        | 3 marzo         | 1944 | Balvano (PZ)                                                              | 517         | oltre 90       | Avvelenamento da monossido di carbonio. Trattasi del più grave incidente ferroviario italiano, in termini di morti. |
| Incidente ferroviario di Marcaria                          | 4 novembre      | 1944 | Marcaria (MN)                                                             | 2           | 0              | Una locomotiva che traina alcuni carrelli carichi di carbone precipita nel fiume Oglio a seguito del crollo del ponte, rimasto pericolante dopo un bombardamento aereo degli Alleati nell'ottobre 1944. Muoiono due ferrovieri. |
| Incidente ferroviario di Baschi                            | 13 giugno       | 1945 | Tra le stazioni di Baschi e Attigliano km 114                             | 70          | 100            | Collisione frontale fra due treni, di cui uno carico di soldati, seguito da un incendio. |
| Incidente ferroviario di Tronzano Vercellese               | 7 novembre      | 1945 | Stazione di Tronzano                                                      | 6           | 22             | Violento urto del treno diretto n. 182 Milano-Torino, contro il terminale di un binario tronco della stazione di Tronzano, sulla ferrovia Milano-Torino a causa di un errato instradamento. |
| Incidente ferroviario di Sessa Aurunca                     | 14 dicembre     | 1946 | Sessa Aurunca (CE)                                                        | 5           | 50-60          | Scontro fra un treno diretto e un treno merci. Fra le vittime il deputato della Costituente Gigino Battisti. |
| Incidente ferroviario di Mornago                           | 6 maggio        | 1948 | Galleria di Mornago                                                       | 6           | 20             | Il treno viaggiatori 1564 tampona il treno merci 5706 fermo in galleria sulla Gallarate-Laveno. |
| Incidente ferroviario di Castelvetrano                     | 6 agosto        | 1950 | Contrada Bizzirri (Castelvetrano)                                         | 7           | 35             | Un'automotrice RALn 60 della ferrovia Castelvetrano-Partanna deraglia in una curva al termine di una forte discesa e precipita in una scarpata profonda 50 m. Molti tra i feriti in gravi condizioni. |
| Incidente ferroviario di Vibo Valentia                     | 17 novembre     | 1951 | ponte Ciliberto (Vibo Marina-Pizzo)                                       | 9           | 23             | Poco dopo le ore 5, il treno A.340 delle Ferrovie Calabro Lucane, composto dalla sola Motrice Emmina M1.36, passa sul ponte alla progressiva km 2+236. Su cedimento del secondo pilastro precipita indietro ca.20 m e rimane fermo in verticale con la parte posteriore schiacciata.. |
| Incidente ferroviario di Reggio Emilia                     | 1º ottobre      | 1952 | Stazione di Reggio Emilia                                                 | 4           | 31             | Il treno rapido 522 deraglia per cattivo funzionamento di uno scambio e si scontra con un treno merci in sosta nella stazione |
| Incidente ferroviario di Benevento                         | 15 febbraio     | 1953 | Benevento                                                                 | 22          | 70             | Deragliamento del Direttissimo Lecce-Roma che, entrando nella stazione di Benevento su percorso deviato a velocità elevata, supera a forte velocità il segnale rosso; quasi tutti i vagoni si rovesciano su un fianco. |
| Incidente ferroviario del Bivio Santa Lucia di Verona      | 26 maggio       | 1953 | Bivio Santa Lucia (Verona)                                                | 4           | 30             | Il treno accelerato 2267 Verona-Mantova sperona al bivio Santa Lucia il treno accelerato 2120 Bologna-Verona. |
| Incidente ferroviario di Filattiera                        | 4 ottobre       | 1953 | Filattiera (MS)                                                           | 6           | 3              | Il treno merci 5777 con i freni guasti, in discesa da Pontremoli, giunto a folle velocità nella stazione di Filattiera si scontrò con il treno merci 6652 che viaggiava in senso inverso sul binario unico. |
| Incidente ferroviario di Nizza di Sicilia                  | 16 gennaio      | 1954 | Stazione di Nizza di Sicilia                                              | 1           | 20             | Il treno direttissimo AT 430 si scontrò con un treno merci fermo in stazione. |
| Incidente ferroviario di Enna                              | 24 dicembre     | 1954 | Tratta Enna-Pirato                                                        | 1           | 6              | Scontro tra il treno merci n. 6422 (di 15 carri) proveniente da Caltanissetta e il treno merci n. 7423 (di 20 carri) proveniente da Catania, sul binario unico a un km dallo sbocco della galleria Vetri. Morto sul colpo il capotreno del 7423; feriti tutti i sei ferrovieri in servizio. |
| Incidente ferroviario di Premosello                        | 9 giugno        | 1955 | Stazione di Premosello                                                    | 1           | 14             | Scontro all'ingresso in stazione tra il Direct Orient Express e la coda di un treno merci non completamente entro traversa limite. |
| Incidente ferroviario di Scilla                            | 4 gennaio       | 1956 | Scilla (RC)                                                               | 0           | 11             | Deragliamento del treno che investe un treno merci. |
| Incidente ferroviario di Bari                              | 18 giugno       | 1958 | Santo Spirito (BA)                                                        | 0           | 34             | Malfunzionamento di un deviatoio in corso di manutenzione. |
| Incidente ferroviario di Monza                             | 5 gennaio       | 1960 | Ferrovia Lecco-Milano (MI)                                                | 15          | 124            | Deragliamento del treno 341 proveniente da Sondrio e diretto a Milano. L'incidente si verifica all'altezza del sottopasso in costruzione di v.le Libertà. Cause ipotizzate, fitta nebbia, elevata velocità. Nel tratto che doveva essere percorso a passo d'uomo (essendo in corso i lavori per la costruzione del sottopasso), il treno era transitato a 90 km orari. |
| Incidente ferroviario di Acquabona                         | 11 marzo        | 1960 | Ferrovia delle Dolomiti                                                   | 2           | 30             | Un treno passeggeri, proveniente da Cortina, ad Acquabona, a causa della rottura di una boccola del bagagliaio, uscì dai binari; una vettura, che si trovava in curva, si rovesciò e fu trascinata per alcuni metri dalla motrice rimasta sulle rotaie. |
| Incidente ferroviario di Montebelluna                      | 11 luglio       | 1960 | Stazione di Montebelluna                                                  | 3           | circa 50       | Alle ore 11:58 il treno militare 9311, proveniente da Feltre e diretto a Spilimbergo, entra in collisione con il treno viaggiatori 578, fermo nella stazione di Montebelluna. Il treno militare, composto da una locomotiva Gr. 740 e 28 carri merci, dei quali gli ultimi trasportano carri armati, trovando un ostacolo inamovibile qual era la massa delle due locomotive in testa al convoglio viaggiatori, si accartoccia su sé stesso. Si contano 3 giovani militari morti e più di una cinquantina di feriti. |
| Incidente ferroviario di Ospitaletto                       | 17 dicembre     | 1960 | Linea Milano-Brescia                                                      | 4           | 36             | Il treno rapido Arlecchino Trieste-Venezia-Milano investe un treno direttissimo deragliato poco prima. |
| Incidente ferroviario di Meda                              | 5 marzo         | 1961 | Meda (MB)                                                                 | 4           | 12             | Il treno diretto a Milano si accartoccia sotto un cavalcaferrovia |
| Incidente ferroviario di Bonassola del 1961                | 30 marzo        | 1961 | Bonassola (SP)                                                            | 5           | 20             | Incendio del treno rapido GR (Genova - Roma) all'interno della galleria Marmi e Salici prima della stazione di Bonassola. |
| Incidente ferroviario della Fiumarella                     | 23 dicembre     | 1961 | Ferrovia Cosenza-Catanzaro Lido (CZ)                                      | 71          | 27             | Deragliamento di una carrozza precipitata poi dal viadotto Fiumarella. |
| Incidente ferroviario di Castel Bolognese                  | 8 marzo         | 1962 | Castel Bolognese (RA)                                                     | 13          | 92             | Un direttissimo entra in stazione a 100 km/h invece di 30 km/h; deragliano 9 vetture. |
| Incidente ferroviario di Voghera                           | 31 maggio       | 1962 | Voghera (PV)                                                              | 64          | 70             | Tamponamento di altro convoglio fermo. |
| Incidente ferroviario di Foggia del 1962                   | 28 luglio       | 1962 | Tratta Foggia-Cervaro                                                     | 2           | 18             | Scontro tra treno AT 239 e locomotiva elettrica in manovra per errato instradamento. |
| Incidente ferroviario di Niella Tanaro                     | 7 giugno        | 1964 | Niella Tanaro                                                             | 3           | 45             | Scontro fra due treni viaggiatori sulla linea a binario unico Bra-Ceva al tempo parte della Torino-Savona. |
| Incidente ferroviario di Pompei                            | 20 dicembre     | 1964 | Pompei (NA)                                                               | 3           | 70             | Un treno accelerato fatto partire indebitamente da Torre Annunziata tampona il direttissimo Milano-Messina ancora fermo al segnale a via impedita. |
| Incidente ferroviario di Bonassola del 1965                | 16 gennaio      | 1965 | Bonassola (SP)                                                            | 10          | 48             | Esplosione sotto il locale 1702; il materiale esplosivo serviva per i lavori in corso sulla linea ferroviaria. |
| Incidente ferroviario di Brescia                           | 3 novembre      | 1967 | Bivio Mella (Brescia)                                                     | 1           | 41             | Un treno merci sperona al Bivio Mella il treno diretto n. 198. |
| Incidente ferroviario di Battipaglia                       | 9 novembre      | 1967 | Tra Battipaglia e San Nicola Varco di Eboli (SA)                          | 12          | 72             | Il treno direttissimo 904 investe una mandria di bufale e deraglia; poco dopo sopraggiunge il direttissimo "Conca d'oro" in direzione contraria che investe ancora la mandria e il convoglio fermo. |
| Incidente ferroviario di Trainiti                          | 11 agosto       | 1968 | Posto di movimento di Trainiti                                            | 2           | 3              | Scontro di treni merci su binario unico. |
| Incidente ferroviario di Como                              | 17 dicembre     | 1968 | Stazione di Como                                                          | 3           | 3              | Un treno merci proveniente da Camerlata a causa dei freni non funzionanti sul materiale rimorchiato piomba su un altro treno in sosta nella stazione di Como; si sfasciano i locomotori e i carri si accatastano l'uno sull'altro. Restano uccisi i tre componenti l'equipaggio del merci investitore. |
| Incidente ferroviario di Barcellona-Castroreale            | 15 giugno       | 1969 | Galleria Sant'Antonio (ME)                                                | 8           | 12             | Scontro frontale fra un treno passeggeri e un treno merci nella Galleria Sant'Antonio, tra Barcellona e Castroreale Terme, sulla linea Messina-Palermo, allora interamente a binario unico. |
| Incidente ferroviario di Arcore                            | 11 settembre    | 1970 | Arcore (Provincia di Milano)                                              | 2           | 52             | Tamponamento tra un treno viaggiatori e un treno merci in sosta nella stazione. |
| Incidente ferroviario di Pizzo Calabro                     | 19 aprile       | 1971 | Pizzo Calabro                                                             | 1           | 36             | Deragliamento dell'espresso "Freccia del Sud". |
| Incidente ferroviario di Pozzuoli                          | 22 luglio       | 1972 | Pozzuoli (NA)                                                             | 7           | decine         | Scontro frontale fra due treni della ferrovia Cumana nella Galleria dei Cappuccini. Il treno proveniente da Montesanto si scontra con quello proveniente da Torregaveta all'entrata della galleria, nei pressi della stazione di Cappuccini. |
| Incidente ferroviario di Torricola                         | 8 giugno        | 1973 | Torricola (RM)                                                            | 5           | 29             | Il diretto 2701 Milano-Salerno stava transitando alla stazione di Torricola a velocità sostenuta, urta un'automotrice che si era rovesciata sui binari dopo essere stata a sua volta urtata sul binario parallelo da un convoglio di carrelli in manovra. |
| Incidente ferroviario di Fornacette                        | 10 marzo        | 1978 | Fornacette (PI)                                                           | 6           | 44             | il diretto La Spezia-Firenze si schianta contro un pilone del ponte provvisorio sul canale Bientina. |
| Incidente ferroviario di Murazze di Vado                   | 15 aprile       | 1978 | Monzuno (BO)                                                              | 42          | 120            | Deragliamento a causa di una frana del treno espresso 508 Lecce-Milano, deviato dalla linea adriatica a causa del crollo di un ponte a Giulianova, contro cui va successivamente a urtare il rapido Freccia della Laguna che viaggia in senso opposto. Il rapido deraglia a sua volta e precipita nella scarpata. |
| Incidente ferroviario di Cercola                           | 10 luglio       | 1979 | Cercola (NA)                                                              | 14          | 70             | Si scontrano frontalmente due treni della ferrovia a scartamento ridotto Circumvesuviana. |
| Incidente ferroviario tra Curinga ed Eccellente            | 21 novembre     | 1980 | Curinga (CZ) - Eccellente (VV)                                            | 28          | 100            | L'espresso 587 deraglia tra la stazione di Curinga e la stazione Eccellente per l'urto contro un gruppo di 28 carri sganciatisi da un treno merci. Successivamente l'espresso 588 diretto a nord investe le vetture deragliate. |
| Incidente ferroviario di Capo Bonifati                     | 21 gennaio      | 1981 | Bonifati (CS)                                                             | 4           | 18             | il treno espresso 689 proveniente da Roma investe una frana sul binario e deraglia; l'espresso 588 in arrivo da Reggio Calabria colpisce di striscio un lembo di una vettura posta di traverso. |
| Incidente ferroviario di Fiumetorto                        | 9 aprile        | 1982 | Fiumetorto (PA)                                                           | 3           | 25             | Il treno espresso Palermo-Brennero si scontra con il treno locale Cefalù-Palermo. |
| Incidente ferroviario di San Benedetto del Tronto          | 27 novembre     | 1982 | San Benedetto del Tronto (AP)                                             | 3           | 32             | L'espresso Milano – Taranto (Freccia del Levante) entra nella stazione su un binario dove sono in corso lavori e deraglia. |
| Incidente ferroviario di Robilante                         | 24 maggio       | 1985 | Robilante (CN)                                                            | 5           | 24             | Un'automotrice in fase di collaudo prosegue oltre la stazione sede di incrocio e si scontra frontalmente con il treno locale Cuneo-Ventimiglia. |
| Incidente ferroviario di Coronella                         | 22 dicembre     | 1985 | Coronella (FE)                                                            | 10          | 11             | Un'elettromotrice partita da Bologna si schianta a 100 km/h contro un treno merci fermo a un segnale. |
| Incidente ferroviario di San Severo                        | 3 aprile        | 1989 | San Severo (FG)                                                           | 8           | 20             | Il treno locale n. 12472 proveniente da Bari entrò in stazione a forte velocità e deragliò demolendo in parte gli edifici della stazione. |
| Incidente ferroviario di Crotone                           | 16 novembre     | 1989 | Crotone (KR)                                                              | 12          | 32             | Il treno locale 12706, che da Catanzaro Lido era diretto a Taranto si scontra con il diretto 8437, proveniente da Cariati per Catanzaro Lido, nei pressi del passaggio a livello, al km 237+322 della S.S. 106 Jonica, a sud della stazione. |
| Incidente ferroviario di Trebisacce                        | 18 luglio       | 1991 | Amendolara (CS)                                                           | 1           | 22             | Deragliamento a 120 km/h del treno Intercity Bari-Villa San Giovanni nei pressi della stazione di Amendolara. |
| Incidente ferroviario di Villa San Giovanni                | 8 agosto        | 1991 | Stazione di Villa San Giovanni                                            | 1           | 18             | Scontro sul deviatoio di ingresso tra il treno espresso Roma-Siracusa e il treno rapido Magna Grecia per Bari. |
| Incidente ferroviario di Frattamaggiore                    | 21 ottobre      | 1991 | Provincia di Napoli                                                       | 1           | 40             | Un treno locale della Ferrovia Alifana deraglia in stazione. |
| Incidente ferroviario di Napoli                            | 21 ottobre      | 1991 | Stazione di Napoli Campi Flegrei                                          | 1           | alcuni feriti  | Un treno locale della tratta metropolitana Napoli-Pozzuoli tampona un treno merci che era stato lì instradato causa incidente di Frattamaggiore. |
| Incidente ferroviario di Ciampino                          | 27 gennaio      | 1992 | Ciampino (RM)                                                             | 6           | 150            | Scontro tra due treni di pendolari presso Santa Maria della Mole. |
| Incidente ferroviario di Badia al Pino                     | 12 maggio       | 1992 | Badia al Pino (AR)                                                        | 3           | 75             | Sulla linea ferroviaria Arezzo-Sinalunga si scontrano frontalmente due treni locali carichi di studenti e pendolari. |
| Incidente ferroviario di Caluso                            | 10 giugno       | 1992 | Caluso (TO)                                                               | 6           | 33             | Scontro frontale all'ingresso di una galleria fra due treni passeggeri. |
| Incidente ferroviario di Città della Pieve                 | 14 marzo        | 1995 | Città della Pieve                                                         | 2           | 30             | Scontro tra treno merci e treno espresso. |
| Incidente ferroviario di Cuzzego                           | 5 luglio        | 1995 | Beura-Cardezza                                                            | 2           | 52             | Un treno viaggiatori sperona un treno materiale di ghiaia al Bivio Valle |
| Incidente ferroviario di Calino                            | 30 dicembre     | 1996 | Calino                                                                    | 5           | 43             | Due treni passeggeri si scontrano frontalmente nel tratto tra le stazioni di Bornato-Calino e di Borgonato-Adro. |
| Incidente ferroviario di Piacenza                          | 12 gennaio      | 1997 | Piacenza (PC)                                                             | 8           | 30             | L'elettrotreno ETR 460 n. 29 in servizio da Milano a Roma deraglia sulla curva all'ingresso della stazione di Piacenza. |
| Incidente ferroviario di Firenze                           | 23 marzo        | 1998 | Firenze (FI)                                                              | 1           | 39             | L'elettrotreno ETR 480 n. 34 poco dopo la sua immissione in servizio, tamponò un treno passeggeri regionale spinto dalla Locomotiva FS E.646.009 che, spinta fuori dai binari, penetrava nell'ultima carrozza del treno; i macchinisti patteggiarono una condanna per omicidio colposo, dato che fu dimostrata la loro responsabilità nel non aver rispettato un segnale. |
| Incidente ferroviario di Solignano                         | 4 giugno        | 2000 | Solignano (PR)                                                            | 5           | 1              | Scontro frontale tra due treni merci avvenuto verso le 03:45 a poche decine di metri dalla stazione di Solignano, sull'Appennino parmense. Si suppone che il treno diretto verso Parma non abbia rispettato il segnale rosso. |
| Incidente ferroviario di Rometta Messinese                 | 20 luglio       | 2002 | Rometta Marea (ME)                                                        | 8           | 47             | Cause da accertare ma possibile guasto su un binario. |
| Incidente ferroviario di San Vito Chietino - Lanciano      | 21 ottobre      | 2002 | San Vito (CH)                                                             | 1           | 0              | Nella notte un masso di 8 tonnellate scivola via da un camion in una curva a sinistra e precipita sulla linea Adriatica, poco prima dell'imbocco d'una galleria. Il treno Intercity 776 Lecce - Trieste lo prende in pieno e deraglia, muore uno dei macchinisti. Se non fosse stato per la galleria, che il convoglio percorre interamente per inerzia, i vagoni sarebbero finiti in mare coi quasi 700 passeggeri ed il bilancio sarebbe stato ben più grave.. |
| Incidente ferroviario di Libarna                           | 11 maggio       | 2004 | Libarna (AL)                                                              | 1           | 39             | L'interregionale 2050 proveniente da Livorno e diretto a Torino Porta Nuova sulla Linea Genova-Torino deragliò invadendo il binario opposto dove stavano arrivando due locomotori isolati. Otto vetture dell'IR si inclinarono e l'ultima venne urtata dai due locomotori che viaggiavano in senso opposto diretti a Genova Sestri Ponente. Il deragliamento ha causato 39 feriti e il decesso di una passeggera su 60 passeggeri totali. L'incidente è stato causato da una rotaia deformata e dall'azionamento da parte dei macchinisti dell'IR del freno di emergenza, che però non ha impedito il deragliamento.              |
| Incidente ferroviario di Crevalcore                        | 7 gennaio       | 2005 | Crevalcore (BO)                                                           | 17          | 80             | Un treno interregionale e un treno merci si scontrano presso un posto di movimento a causa del mancato rispetto di un segnale di arresto da parte del treno passeggeri. |
| Deragliamento dell'Eurostar 9410                           | 24 ottobre      | 2005 | Acquaviva delle Fonti (BA)                                                | 0           | 35             | ETR 500 che deraglia parzialmente a seguito di smottamento e cedimento del terreno su cui si trovavano le rotaie. |
| Incidente ferroviario di Roccasecca                        | 20 dicembre     | 2005 | Roccasecca (FR)                                                           | 2           | 70             | Treno interregionale in marcia si scontra con un treno regionale fermo, a causa di un errore umano. |
| Incidente ferroviario di Bortigali                         | 15 giugno       | 2007 | Bortigali (NU)                                                            | 3           | 8              | Scontro frontale tra una ADe 90 diretta a Macomer e un treno speciale diretto a Nuoro, composto da un LDe e una carrozza di servizio, lungo la linea Macomer-Nuoro a scartamento ridotto e binario unico. A causa della mancata segnalazione dell'incrocio tra i due treni nella stazione di Bortigali, il macchinista dell'ADe (deceduto nell'incidente) ha proseguito la marcia senza attendere l'arrivo dell'altro convoglio. |
| Incidente ferroviario di Viareggio                         | 29 giugno       | 2009 | Viareggio (LU)                                                            | 32          | 25             | La rottura di un fusello della sala montata di un carro cisterna provoca il deragliamento di un treno merci; il GPL fuoriuscito dalla cisterna danneggiata successivamente esplode mentre il treno si trova nella stazione di Viareggio. |
| Incidente ferroviario di Laces                             | 12 aprile       | 2010 | Laces (BZ)                                                                | 9           | 28             | Una frana provoca il deragliamento di un ATR 100 che effettua il treno regionale 108 della SAD, lungo la ferrovia della Val Venosta in direzione Merano. |
| Incidente ferroviario di Andora                            | 17 gennaio      | 2014 | Andora (SV)                                                               | 0           | 5              | Dopo diversi giorni di maltempo, una frana causa il deragliamento del treno InterCity 660, in servizio tra Milano Centrale e Ventimiglia, coinvolgendo il locomotore E.444.022 e la prima carrozza, che restano in bilico sullo strapiombo trattenuti da un muretto. L'incidente causa due feriti gravi e tre contusi, oltre a limitati danni all'infrastruttura (500.000 euro) e al materiale rotabile (700.000 euro). La rimozione del locomotore risulta particolarmente difficile (prevedendo l'intervento di una gru su chiatta galleggiante) e costosa (2.400.000 euro), causando l'interruzione della linea per 40 giorni. |
| Incidente ferroviario tra Andria e Corato                  | 12 luglio       | 2016 | Andria (BT)                                                               | 23          | 57             | Due treni della società Ferrotramviaria si scontrano frontalmente lungo la ferrovia Bari-Barletta tra le stazioni di Andria e Corato, tratta a binario unico. |
| Incidente ferroviario di Pioltello-Limito                  | 25 gennaio      | 2018 | Pioltello-Limito (MI)                                                     | 3           | 46             | Il treno regionale 10452, operato da Trenord, partito da Cremona alle 5:32 e diretto a Milano Porta Garibaldi, deraglia intorno alle ore 7:00 presso Pioltello-Limito mentre viaggia a circa 140 km/h, provocando tre vittime tra i passeggeri. |
| Incidente ferroviario di Livraga                           | 6 febbraio      | 2020 | Livraga (LO)                                                              | 2           | 32             | Il treno AV Frecciarossa Milano-Salerno numero 9595 deraglia alle ore 5:35 nei pressi dell'ingresso del posto di movimento di Livraga, nel tratto parallelo all'autostrada, a causa di uno scambio posizionato in modo errato. Perdono la vita i due macchinisti. |